# Кичениця
Ки́чениця (болг. Киченица) — село в Разградській області Болгарії. Входить до складу общини Разград.

## Населення
За даними перепису населення 2011 року у селі проживали 687 осіб.
Національний склад населення села:
| Національність   | Кількість осіб | Відсоток |
| ---------------- | -------------- | -------- |
| турки            | 586            | 88,7%    |
| болгари          | 46             | 7,0%     |
| цигани           | 6              | 0,9%     |
| інша             | 0              | 0%       |
| не визначились   | 23             | 3,5%     |
| Всього відповіли | 661            |          |

Розподіл населення за віком у 2011 році:
Динаміка населення: